# 於單
於单（？—前126年），栾提氏，匈奴军臣单于之子。
前126年（汉武帝元朔三年）冬，军臣单于死后，其弟左谷蠡王伊稚斜单于继位。太子於单耻于在叔父之下，又被伊稚斜攻打，于是逃奔汉朝。夏四月丙子，汉武帝封他为涉安侯。数月后，於单卒。伊稚斜单于怨恨西汉收纳於单，遣兵至代郡、雁门郡、定襄郡、上郡等地掠夺。